# Антонівка (Донецька область)
Анто́нівка — село Мар'їнської міської громади Покровського району Донецької області, Україна. Населення села евакуйовано.

## Загальні відомості
Розташоване на правому березі р. Сухі Яли. Відстань до райцентру становить близько 14 км і проходить автошляхом місцевого значення.

## Населення
За даними перепису 2001 року населення села становило 487 осіб, із них 94,66 % зазначили рідною мову українську, 4,72 % — російську та 0,41 % — вірменську мову.

## Новітня історія
5 квітня 2015 року при виконанні військових обов'язків в Антонівці загинув прапорщик 28-ї бригади Сергій Мацепула.